# John Riggins
Robert John Riggins (Seneca, 4 agosto 1949) è un ex giocatore di football americano statunitense, soprannominato The Diesel, che giocato nel ruolo di running back nella National Football League per i New York Jets e i Washington Redskins.
Riggins fu inserito nella Pro Football Hall of Fame nel 1992.

## Carriera professionistica

### New York Jets
Riggins fu scelto dai Jets nel Draft NFL 1971 e rimase a New York fino al 1975. Dopo soli quattro anni con i Jets, John era già al quarto posto di tutti i tempi della franchigia per yard corse e fu il primo giocatore della storia della squadra a superare le 1.000 yard corse in una singola stagione. Durante la sua ultima stagione fu convocato per il suo unico Pro Bowl in carriera.

### Washington Redskins

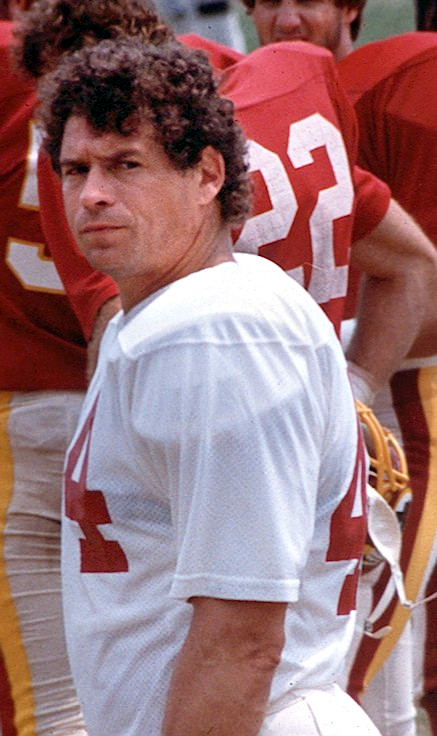
John Riggins con la maglia dei Redskins.

Nel 1976, Riggins firmò come free agent per i Redskins un contratto per quattro anni del valore di 1,5 milioni di dollari (in confronto ai 75.000 dollari guadagnati nell'ultimo anno coi Jets). Nel 1978 e nel 1979 superò le 1.000 yard corse ma perse tutta la stagione 1980 a causa di una disputa contrattuale.
Tornò coi Redskins nel 1981 correndo solo 745 yard ma segnando 13 touchdown. Nella stagione accorciata a causa dello sciopero del 1982, Riggins ebbe un grandissimo impatto nei playoff. Il 15 gennaio 1983, durante il secondo turno dei playoff contro i Minnesota Vikings, Riggins corse il record dei Redskins nei playoff di 185 yard, guidando Washington alla vittoria per 21–7 e guadagnandosi un posto nella finale della NFC contro Dallas, che venne superata 31 a 17. Nel Super Bowl giocato contro i Miami Dolphins, Riggins mise la sua firma sulla partita, quando al quarto down con i Redskins sotto 17–13, il coach chiamò la giocata "70 Chip" che comprendeva un passaggio corto. Riggins invece guadagnò 43 yard (39 m) correndo oltre il tackler Don McNeal e segnando un touchdown. I Redskins vinsero con un punteggio di 27–17. John fu nominato MVP della partita correndo l'allora record del Super Bowl di 166 yard su 38 portate, conducendo i Redskins alla prima vittoria del titolo dal 1942.
Nel 1983, Riggins corse per 1.347 yard segnando l'allora record NFl di 24 touchdown, vincendo il Bert Bell Award e venendo inserito per la prima volta in carriera nella formazione ideale della stagione. Riggins giocò nuovamente dei playoff spettacolari correndo in due partite 242 yard e segnando due touchdown. I Redskins raggiunsero nuovamente il Super Bowl XVIII dove persero coi Los Angeles Raiders.
Riggins si ritirò nel 1985 dopo aver giocato 175 gare in 14 stagioni, con 13.442 yard guadagnate in totale (11.352 corse e 2.090 ricevute ) e 116 touchdown totali (104 corsi e 12 ricevuti). Riggins superò le 1.000 yard per 5 stagioni in carriera e superò le 100 yard in 35 partite, compreso l'ex record NFL di 6 nei playoff. Fu il secondo giocatore della storia a superare i 100 TD segnati su corda dopo il leggendario Jim Brown nel 1965.

## Palmarès
- Super Bowl : 1 Vincitore del Super Bowl XVII
- MVP del Super Bowl
- (1) Pro Bowl (1975)
- (2) All-Pro (1975, 1983)
- Formazione ideale della NFL degli anni 1980
- 70 Greatest Redskins
- Washington Redskins Ring of Fame
- (2) Leader della NFL in touchdown su corsa (1983, 1984)
- Club delle 10.000 yard corse
- (2) MVP dei Jets (1972, 1975)
- NFL Comeback Player of the Year Award (1978)
- Bert Bell Award (1983)
- Pro Football Hall of Fame (indotto nel 1992)

## Statistiche
| Yard su corsa      | 11.352 |
| Touchdown su corsa | 104    |